# سیارک ۱۸۷۷۹
سیارک ۱۸۷۷۹ (به انگلیسی: 18779 Hattyhong، نامگذاری:1999JN44) هجده هزار و هفتصد و هفتاد و نهمین سیارک کشف شده‌است که در ۱۰ مه ۱۹۹۹ کشف شد.
قدر مطلق سیارک برابر ۱۴.۸ است.